# Andrew Ford
Andrew Ford   (1957) és un compositor, escriptor i presentador de ràdio australià.
Ford va ser compositor en residència de l'Orquestra de Cambra d'Austràlia (1992-1994), va tenir la beca "Peggy Glanville-Hicks Composer Fellowship" del 1998 al 2000 i va rebre una beca de dos anys pel "Music Board del Consell d'Arts d'Austràlia" per a 2005 a 2006. Va ser nomenat compositor resident a l'Acadèmia Nacional de Música d'Austràlia el 2009.
Més enllà de la composició, Ford ha estat acadèmic a la Facultat d'Arts Creatives de la Universitat de Wollongong (1983-95). Ha escrit àmpliament sobre música i ha publicat set llibres. Va escriure, presentar i coproduir la sèrie de ràdio "Illegal Harmonies, Dots on the Landscape" i "Music and Fashion". Des de 1995 presenta "The Music Show a ABC Radio National".
Ford va estudiar a la Universitat de Lancaster amb Edward Cowie i John Buller.

## Premis i nominacions
Entre els guardons de Ford s'inclouen el premi "Paul Lowin Song Cycle 2004" (per aprendre a udolar), el premi "Jean Bogan" del 2003 (per The Waltz Book) i el premi de composició "Albert H. Maggs 2012" per la seva obra Rauha. Els seus treballs Blitz i Willow Songs van ser seleccionats per als premis "Paul Lowin del 2013", Last Words va ser seleccionat per al premi "Paul Lowin Song Cycle 2016", i el seu treball radiofònic Elegy in a Country Graveyard va ser seleccionat per al "Prix Italia del 2007". També ha tingut nominacions i premis als "Art Music Awards", coneguts anteriorment com a "Classical Music Awards" (per a més detalls, vegeu més avall).

## Premis APRA
Els premis APRA són lliurats anualment a partir de 1982 per "l'Australasian Performing Right Association" (APRA). Inclouen els premis "Art Music Awards" (fins al 2009 Classical Music Awards) que distribueixen APRA i l'Australian Music Center (AMC).
- 2004 Learning to Howl - Millor composició de Ford per un compositor australià[7] (Guanyada)
- 2005 Tales of the Supernatural - Ford - Quartet de corda australià, Jane Edwards Vocal o Choral Work of the Year[8] (Guanyat)
- 2008 Contribució destacada de Ford per una persona[9] (Nominada)
- 2009 Learning to Howl - Ford - Projecte simfònic d'Arcko a la millor actuació d'una composició australiana[10] (Nominada)
- 2011 Un somni d'ofegament - Ford - Obra de l'any de l'Orquestra Simfònica d'Austràlia Occidental - Orquestral[11] (Nominada)
- 2013 Blitz - Ford - Obra de l'any de l'Orquestra Simfònica de Tasmania - Orquestral[12] (Nominada)
- 2014 Last Words - Ford - Jane Sheldon and the Seraphim Trio Work of the Year - Vocal / Choral[13] (Guanyat)
- 2014 Quartet de corda núm. 5 - Ford - Treball de l'any del Quartet de corda australià - Instrumental[14] (Nominada)